# 黄袋
黄袋（きぶくろ）とは、額縁や骨董品などを包むための袋。
その名のとおり黄色い布でできており、タトウ箱や桐箱などにしまう際に額や作品を傷めないようにする役割がある。また、その染料にはウコンが使われているため防虫効果も期待できる。黄袋は日光によって色褪せしやすいが、それは逆に保存状態を知るための目安にもなる。黄袋はビニール袋と違い通気性に富み、湿気から額縁などを守り、カビにくくする効果もある。
差し箱やタトウ箱から額を引き出すにも丈夫な黄袋が都合良い。